# 诗丽吉大坝
诗丽吉大坝，是泰国程逸府塔巴拉县湄南河支流难河上的一座土坝，1972年落成。坝址位于匹邦南山脉东南麓，主要用於灌溉、防洪和水力发电而建造的。該壩以泰國王后诗丽吉的名字命名，为泰国最高的土坝。

## 历史
诗丽吉大坝为泰国政府20世纪60年代电力开发工程的一部分，当时，為了緩解缺電問題，促進產業發展，泰國開始整治湄南河，籌劃在流域内修筑水力发电站，1963年，泰国政府开始在湄南河支流难河上修筑帕顺（ผาซ่อม）大坝，1968年5月24日，泰國王后诗丽吉决定以自己的名字将水坝该名为“诗丽吉水坝”，1972年，该水坝建成投產，大坝及电厂亦于1977年3月投入使用，当时，国王普密蓬、王后诗丽吉与长公主诗琳通均参加了落成典礼，当时，该坝与普密蓬大坝控制了湄南河22%的年徑流量，這兩座大壩還可在雨季灌溉約120萬公頃的土地，在旱季灌溉約48萬公頃的土地，有效緩解泰國中北部各府縣因降雨量不足導致的缺水乾旱狀況。

## 設計與電站
诗丽吉大坝为土坝，壩高約113.6米，壩頂長約800米，壩頂寬800米，坝顶宽12米，大坝水库库容95.1亿立方米，其中有效庫容約6.666亿立方米。水库面积约为259平方千米。大坝的泄洪道由一条由两个弧形闸门控制的隧道组成，容量为3,250立方米/秒。大坝发电站装有4台125千瓩法蘭西斯式水輪機，装机容量为500千瓩。